# チンキム
チンキム（Činkim、ドレゲネ称制2年6月20日（1243年7月8日） - 至元22年12月10日（1286年1月5日））は、モンゴル帝国（元）の皇族。クビライと皇后チャブイの次男。漢字表記は真金。『集史』のペルシア語表記では چيم كيم Chīm-kīm と書かれる。父のクビライの治世に皇太子の称号を帯びて中国の政務を委ねられ、絶大な権力を誇ったが、父に先立って早世した。没後、彼の三男で正妃ココジンとの子である成宗テムルによって、裕宗の廟号と文恵明孝皇帝の諡号を贈られた。

## 生涯
世祖クビライが皇后チャブイとの間にもうけた4人の嫡子のうちの次男で、長兄のドルジが早世したため、事実上の嫡長子にあたった。クビライの兄のモンケの治世にクビライが中国の経略を委ねられていたために、クビライの中国方面における本拠地である内モンゴルの都市の開平府（後の上都）で、姚枢らクビライの漢人ブレーンに囲まれて育った。クビライ即位後の中統4年（1263年）、チンキムは燕王に封ぜられ、さらに中書令に任ぜられてクビライが新設した中央行政機関中書省の管轄を任せられ、上都・大都を中心とする内モンゴルから中国華北方面の統治を委ねられた。中統5年（1264年）、判枢密院事を兼ねて軍政機関枢密院も掌握し、クビライ自身の宮廷も置かれ政権の胴体部分となる中国北部の政・軍を支配する強力な権限を与えられる。
幼い頃から漢人に対する理解を深めていたチンキムは、中・下級官僚として中書省に集められた漢人官僚の支持を受けた。また、中書省の高官である右丞相アントンはチンキムの母方の従弟であり、双方の母の実家であるコンギラト部を筆頭とするモンゴル貴族層もチンキムの与党となったのでその権勢は高く、至元10年（1273年）には皇太子に立てられて、クビライの後継者として確固たる地位を確立する。
しかし、クビライが皇后チャブイの用人であったアフマドを信任して華北の財政長官に取り立てられ、財政業務を一手に取り仕切るようになると、アフマドらムスリム（イスラム教徒）財務官僚とチンキムの下に集う漢人・モンゴル人たちは、統治の方針と権限の領域を巡って水面下で対立を繰り広げるようになった。至元18年（1281年）、アフマドの後援者であった生母のチャブイが死去すると、チンキムの党派とアフマドの党派の政権争いはますます熾烈になり、至元19年（1282年）にチンキム派の漢人官僚によってアフマドが暗殺されるに至る。
アフマドの死後、もはや皇太子チンキムの権限に干渉しうる権臣はいなくなった。そのため、チンキムの党派は華北地方において独裁的な権力を振るうようになり、先走ってクビライに譲位を進言する者まで現われるほどの状況になったが、至元22年12月10日（1286年1月5日）、突如チンキムは病死した。
チンキムの死後、その絶大な権力に支えられ、非常に広大で豊かに成長していた皇太子府の所領と財産は、チンキムの未亡人のココジンに引き継がれ、クビライの死後、ココジンはチンキムの三男のテムルを即位させた。至元31年5月9日（1294年6月3日）、テムルは祖父のクビライに世祖の廟号と聖徳神功文武皇帝、祖母のチャブイに昭睿順聖皇后をそれぞれ諡したことに加え、亡父のチンキムにも文恵明孝皇帝と追諡し、チンキムは皇帝に準ずる祭祀を受けた。

## 宗室

### 父母
- 父 クビライ
- 母 チャブイ

### 后妃・側室
- ココジン（『元史』に「伯藍也怯赤妃子」）
- 安真迷失妃子

### 男子
※『元史』・『集史』ではチンキムとココジンの男児はともに以下の3人とする。
- 長男 晋王 カマラ
- 次男 順宗 ダルマバラ（カイシャン、アユルバルワダの父）
- 三男 成宗 テムル